# Reine Colaço Osorio-Swaab
Reine Colaço Osorio-Swaab (Amsterdam,16 januari 1881 – aldaar, 14 april 1971), ook wel bekend als Reintje Swaab, was een Nederlandse componiste. Ze werd geboren in een welgesteld Joods gezin en trouwde met Samuel Colaço Osorio. 

## Composities
Colaço Osorio-Swaab begon met componeren en het volgen van compositielessen in de tweede helft van de jaren '20, na het overlijden van haar echtgenoot. Aanvankelijk componeerde ze stukken in de laatromantische stijl, maar later ontwikkelde ze een atonale melodieuze eigen stijl. Deze stijl werd in haar tijd niet positief ontvangen.
Hieronder een onvolledig overzicht van een aantal werken van Colaço Osorio-Swaab:
- Herdenking aan het joodsche volk (1933).
- Trio voor fluit, viool en piano (1941).
- Monument (1946), een stuk ter nagedachtenis aan haar zoon Juda die in de holocaust werd vermoord in concentratiekamp Dachau.
- De tocht door de hemelen (1947).
- Vier stukken voor piano en fluit (1958).
- Vijf pastoralen voor fluit solo (1959).
- Sonatine voor hobo solo (1959).

- Biografisch Portaal: 88168661
- Gemeinsame Normdatei: 142480576
- International Standard Name Identifier: 0000 0000 9386 2443
- Library of Congress Control Number: n88144462
- Nationale Bibliotheek van Israël: 987011001525305171
- Nederlandse Thesaurus van Auteursnamen: 068801114
- Virtual International Authority File: 137983128
- WorldCat: E39PBJgHhvdMMHPQW6qWKxcByd